# Miles & More

Logo

Miles & More est le nom du programme de fidélisation de la compagnie aérienne Lufthansa et des compagnies associées. Il a été lancé le 1er janvier 1993 par Lufthansa et est devenu également le programme de Austrian Airlines et ses filiales (2000), LOT (2003) et Adria Airways (2005), Croatia Airlines (2005), Swiss (2006), Air Dolomiti (2008) et Luxair (2009), Brussels Airlines (2009) ainsi que Germanwings (2010).
La participation au programme Miles & More est gratuite et permet de cumuler des « Miles » sur les vols de l'ensemble des compagnies de Star Alliance, Miles qui peuvent être convertis, sous certaines conditions, en billets gratuits.
En février 2011, le programme comptait 20 millions d'adhérents.

## Différentes catégories de Miles
Les Miles peuvent être de deux différentes catégories :
- Les Miles de prime qu'il est possible d'accumuler chaque fois qu'un passager membre du programme voyage sur une compagnie membre de Miles & More, sur une autre compagnie partenaire (hôtels, location de voiture ou par des dépenses réglées avec les cartes de crédit des compagnies membres de Star Alliance. Ces Miles sont valables 36 mois et peuvent être échangés ensuite contre des billets prime. Pour les niveaux de voyageurs fréquents (Frequent Traveller), les Senator et les membres du HON Circle la validité des Miles de prime n'est pas limitée dans le temps dans la mesure où ils conservent leur statut.

- Les Miles de statut, qui correspondent aux Miles-Prime accumulés dans l'année civile en cours pour chaque vol effectué sur une compagnie membre de Star Alliance. Leur nombre détermine le droit au statut Frequent Traveller ou au statut Senator.

- Les Miles HON Circle, dont le nombre permet d’obtenir le statut HON Circle. Ils sont cumulables sur les vols effectués sur les compagnies de Lufthansa Group, Austrian Airlines Group ainsi que Swiss et ils sont totalisés par cycle de deux années consécutives.

## Les niveaux de statuts
- Membre Miles & More à partir de 1 Mile de prime,

- Frequent Traveller à partir de 35 000 Miles de statut, permet de cumuler un bonus de Miles de 25 % de prime, de statut, ou HON Circle, donne droit aux Star Alliance Business Lounges,

- Senator à partir de 100 000 pour les membres non domiciliés en Allemagne (sinon 130 000) Miles de statut, permet de cumuler un bonus de Miles de 25 % de prime, de statut, ou HON Circle, donne droit aux Senator et Star Alliance Gold Lounges,

- Membre du HON Circle à partir de 600 000 Miles HON Circle au cours de deux années civiles consécutives, permet de cumuler un bonus de Miles de 25 % de prime, de statut, ou HON Circle, donne droit au First Class Terminal à Francfort et aux Lufthansa First Class, SWISS First et Austrian HON Circle Lounges, un service limousine avec assistance personnelle et une carte partenaire Senator.

- Membre JetFriends pour les clients entre 2 et 17 ans.

## Échanger des Miles
Les Miles de prime peuvent être échangés contre des billets d’avion et des surclassements sur tous les vols des partenaires aériens Star Alliance, contre des séjours à l'hôtel des compagnies partenaires, pour louer un véhicule ou contre de primes cadeaux ou comme don en faveur d'œuvres humanitaires.

## Compagnies participantes
Le programme Miles and More fonctionne avec toutes les compagnies aériennes du groupe Star Alliance, ce qui veut dire :
| - Adria Airways - Luxair - Aegean Airlines - Air Canada - Air China - Air India - Air New Zealand - ANA - Asiana | - Austrian Airlines - AviancaTaca - Brussels Airlines - Copa Airlines - Croatia Airlines - Egypt Air - Ethiopian Airlines | - EVA Air - Lot Polish Airlines - Lufthansa - Scandinavian Airlines System - Shenzhen Airlines - Singapore Airlines - South African Airways | - Swiss International Air Lines - TAP Air Portugal - Thai Airways International - Turkish Airlines - United Airlines |